# Farinera La Meta
Farinera La Meta és un edifici de Lleida protegit com a bé cultural d'interès local.

## Descripció
Edifici compacte quasi aïllat de planta rectangular, amb semisoterrani, i quatre plantes d'alçada. Façana amb molta compartimentació, de gran rigor tan horitzontal com verticalment. Accés a l'edifici emfatitzat. Estructura mixta d'obra i metàl·lica, rajola valenciana i teula àrab.

## Història
Magatzems afegits a la façana posterior. Encomanada pel senyor Pere Llusà.